# Synagoga chasydów ze Stropkova w Krakowie
Synagoga chasydów ze Stropkova w Krakowie – dom modlitwy znajdujący się na Kazimierzu w Krakowie, w kamienicy przy ulicy Józefa 24.
Synagoga założona przez chasydów ze Stropkova, zwolenników cadyków z rodu Halberstamów. Podczas II wojny światowej hitlerowcy zdewastowali synagogę. Od czasu zakończenia wojny w modlitewni znajduje się mieszkanie.
Do dziś nic nie zachowało się z pierwotnego wyposażenia synagogi, co mogłoby wskazywać na jej pierwotny charakter.